# گرنتویل (پنسیلوانیا)

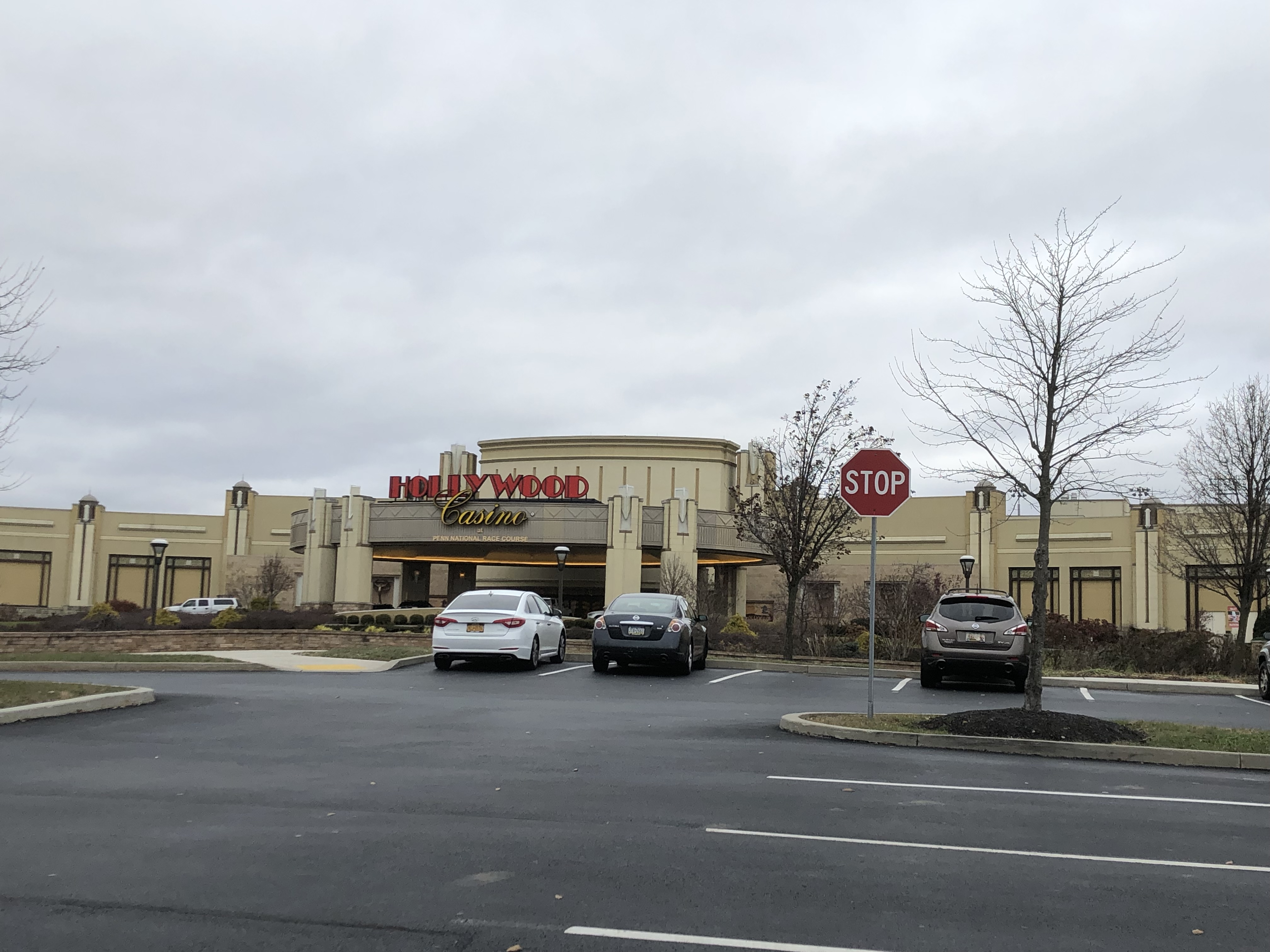
گرنتویل

گرنتویل (به انگلیسی: Grantville) یک منطقهٔ مسکونی در ایالات متحده آمریکا است که در Dauphin County واقع شده‌است.